# Tore Werner
Tore Efrim Werner, född 27 december 1910 i Stockholm, död 6 juli 1998 i Råsunda, Solna kommun, var en svensk musiker. Han var mest känd som operasångare.
Werner är begravd på Norra begravningsplatsen utanför Stockholm.

## Filmografi (urval)
- 1938 – Bara en trumpetare
- 1951 – Alice i Underlandet

## Teater

### Roller
| År   | Roll | Produktion                                              | Regi       | Teater                  |
| ---- | ---- | ------------------------------------------------------- | ---------- | ----------------------- |
| 1942 |      | Mazurka Joseph Beer, Fritz Löhner-Beda, Alfred Grünwald | Karl Kinch | Skansens friluftsteater |